# ヘリオス (探査機)
ヘリオス（英: Helios）は西ドイツとNASAによる太陽探査機シリーズである。ヘリオス1・2号が存在し、それぞれ1974年と1976年に打上げられた。製造は西ドイツ、打上げと予定軌道への投入はNASAが行った。
既に2機共に運用は終了しているが、現在も軌道上に存在し、人工惑星となっている。
なお、ギリシア神話の太陽神ヘリオスの名は、フランスの軍事衛星にも使用されている。

## ヘリオス1号
ヘリオス1号（Helios I、Helios-A）は1974年12月10日にタイタン IIIEに搭載され、ケープカナベラル空軍基地より打上げられた。太陽周回楕円軌道へ入り、近日点は水星軌道よりさらに内側にあった。
太陽表面活動や、太陽風、太陽からの放射線を継続して観測した。設計寿命は3年だったが、当初の予定より大幅に長く11年間観測を続けることが出来、太陽長期的活動研究に役立った。

## ヘリオス2号
ヘリオス2号（Helios II、Helios-B）は1号機と同様、1976年1月15日にタイタン IIIEによってケープカナベラル空軍基地より打上げられた。
ヘリオス2号は1号機よりさらに内側の軌道へ入り、1号機同様、太陽表面活動や、太陽風、太陽からの放射線を継続して観測した。太陽フレアによるガンマ線の連続的に計測に成功し、また太陽近くの微小隕石密度が、地球周辺密度より15倍高いことを発見した。1号機の後に打上げられたが、1号機より先に運用停止している。

## 参考文献

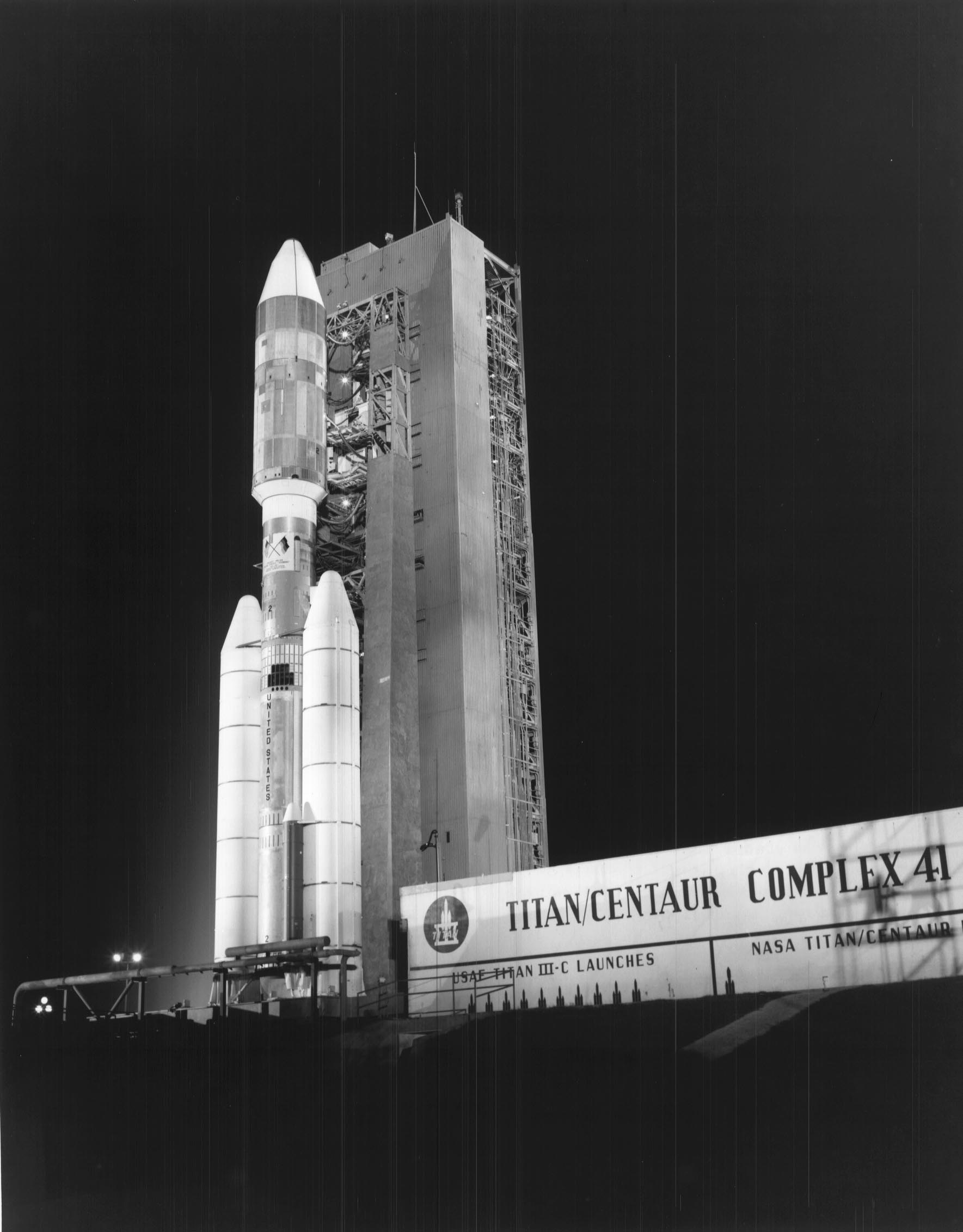
タイタン IIIE先端にヘリオス1号が搭載されている。